# Gheorghe Albu (politician)
Gheorghe Albu (n. 19 iunie 1954, în  comuna Finta, județul Dâmbovița) este un politician român. Gheorghe Albu a fost deputat în Parlamentul României în legislaturile 1990-1992, 1996-2000, 2004-2008 și 2008-2012.  
Gheorghe Albu este membru fondator al Partidului Democrat. În legislatura 1990-1992, Gheorghe Albu a fost membru al FSN precum și membru în grupurile parlamentare de prietenie cu Franța - Adunarea Națională, Republica Argentina și Republica Islamică Iran. Gheorghe Albu a demisionat pe data de 25 mai 1992 și a fost înlocuit de deputatul Daniela Popa. În legislatura 1996-2000, Gheorghe Albu a fost membru în grupurile parlamentare de prietenie cu Regatul Thailanda și Republica Finlanda. În legislatura 2000-2004, Gheorghe Albu a fost membru în grupurile parlamentare de prietenie cu Republica Arabă Egipt și Statele Unite Mexicane. În legislatura 2004-2008, Gheorghe Albu a fost membru în grupurile parlamentare de prietenie cu Republica Islamică Iran și Republica Populară Chineză. În legislatura 2008-2012, Gheorghe Albu a fost membru în grupurile parlamentare de prietenie cu Republica Populară Chineză, Republica Slovacă și Federația Rusă.
Gheorghe Albu a absolvit Facultatea de Comerț din cadrul ASE în 1982, este doctor în economie și lector universitar la ASE.     